# Lype tipmanee
Lype tipmanee är en nattsländeart som beskrevs av Chantaramongkol och Malicky 1986. Lype tipmanee ingår i släktet Lype och familjen tunnelnattsländor. Inga underarter finns listade i Catalogue of Life.